# شیرین مزاری
شیرین مهرالنساء مزاری، یک روزنامه‌نگار اهل پاکستان است، وی کارشناس سیاسی، نمایندهٔ مجلس ملی پاکستان و سخنگوی «حزب تحریک انصاف پاکستان» (PTI)، به رهبری «عمران خان» نیز هست.